# カルロス・フリオ・マルティネス
カルロス・フリオ・マルティネス・リバス（Carlos Julio Martínez Rivas, 1994年2月4日 - ）は、ドミニカ共和国・首都地区サントドミンゴ出身、スペイン・カタルーニャ州バルセロナ県バルセロナ育ちのサッカー選手。CDアトレティコ・バレアレス所属。ポジションはDF。

## クラブ経歴
1994年にドミニカ共和国の首都サントドミンゴで生まれ、2000年に家族と共にスペインに渡り、バルセロナに移住。2010年にFCバルセロナの育成組織「ラ・マシア」に入所。2013年にビジャレアルCFと契約。Bチームなどでプレーするも、トップチーム昇格までには至らず、2016年にマルベジャFCに移籍。2017-18シーズンはセグンダ・ディビシオンB (3部リーグ)で38試合に出場した。
2018年7月8日、CDミランデスと契約した。
2021年8月14日、ミエジュ・レグニツァ に1年契約で移籍した。

## 代表経歴
2010年にU-17のドミニカ共和国代表に招集され、2012年にアンティグア・バーブーダで開催されたカリビアンカップ2012の12月8日のアンティグア・バーブーダ戦でフル代表デビュー。しかし、代表はCONCACAFゴールドカップなどの主要大会の出場までには至っていない。